# Haploclathra grandiflora
Haploclathra grandiflora är en tvåhjärtbladig växtart som beskrevs av Asplund. Haploclathra grandiflora ingår i släktet Haploclathra och familjen Calophyllaceae. Inga underarter finns listade i Catalogue of Life.